# Nicolas de Harlay de Sancy
Nicolas de Harlay, senhor de Sancy (1546 — 13 de outubro de 1629) foi um militar e diplomata francês, pertencente ao ramo protestante da família de Harlay, mas adotou a religião católica em 1572 durante os massacres dos huguenotes.
Em 1589 obteve em Genebra e Berna quantia suficiente para formar um exército de mercenários para Henrique III, em parte, com a venda de jóias, entre elas o diamante Sancy, que em 1835 encontrou o seu caminho para o tesouro imperial russo, e em parte com os suíços, alegando que as tropas seriam destinadas à guerra contra o Ducado de Saboia.
Henrique IV tornou-o superintendente de suas finanças em 1594, mas em 1599 foi substituído por Maximilien de Béthune, Duque de Sully. Entretanto, pela segunda vez foi convertido ao catolicismo, mas sua influência na corte diminuiu, e ele deixou a vida pública em 1605. Nicolas de Harlay morreu em 13 de outubro de 1629, deixando uma publicação intitulada Discours sur l'occurrence des affaires.
Seu filho, Achille de Harlay de Sancy (1581-1646), foi bispo de Saint-Malo.